# 深圳能源
深圳能源集團股份有限公司，簡稱深能源、深能，前稱深圳能源投資股份有限公司，在1993年成立，並在同年於深圳證券交易所上市。公司控股股東是深圳市国资委（曾透過"深圳市能源集团有限公司"；前稱"深圳市能源总公司"持股）。深能是廣東省深圳市主要的電力公司，經營能源開發、生產及經銷 。華能國際電力（華能國際）目前是深圳能源第二大股東；2007年華能國際15.2億元人民幣認購深能2億股新股，並擁有當時的深能母公司深圳市能源集团（深能集团）25%股權。

## 股權投資
- 永诚财产保险 （7.98%）[5]

## 連結
- 官方网站